# Shock Doc
Shock Doc is een verzameling documentaires uitgezonden op RTL 5, waarin bij elke aflevering een nieuw, meestal schokkend, onderwerp centraal staat. De meeste documentaires zijn Amerikaanse documentaires, waarbij Martijn Richters de Nederlandse voice-over is.